# Guadalupe Etla
Guadalupe Etla är en ort i Mexiko.   Den ligger i kommunen Guadalupe Etla och delstaten Oaxaca, i den sydöstra delen av landet, 400 km sydost om huvudstaden Mexico City. Guadalupe Etla ligger 1 606 meter över havet och antalet invånare är 3 463.
Terrängen runt Guadalupe Etla är kuperad åt nordost, men åt sydväst är den platt. Runt Guadalupe Etla är det mycket tätbefolkat, med 2 431 invånare per kvadratkilometer. Närmaste större samhälle är Oaxaca de Juárez, 15,0 km sydost om Guadalupe Etla. Omgivningarna runt Guadalupe Etla är en mosaik av jordbruksmark och naturlig växtlighet.